# المعين (العدين)

تعديل مصدري - تعديل

المعين محلة تابعة لقرية العنب، التابعة لعزلة الوادي بمديرية العدين إحدى مديريات محافظة إب في الجمهورية اليمنية.، بلغ تعداد سكانها 153 حسب تعداد اليمن لعام 2004.